# 真命天女
《真命天女》（英語：Reaching for the Stars）是一部台灣偶像劇，由華研國際音樂與映畫傳播聯合製作，是專為台灣女子演唱團體S.H.E打造的偶像劇， 由Selina、Hebe、Ella首次同時擔綱主演，劇中人物個性是針對三人量身訂作。故事講述三個同年同月同日（1983年2月14日）情人節出生，出身境遇卻大不相同的女孩，在她們生日這一天開始發生的一段故事。

## 播出時間
- 華視於2005年10月16日─2006年1月8日首播。
- 華娛衛視於2006年5月9日起播出。

## 演員

### 主要演員
| 演 員             | 角 色          | 關係／暱稱 |
| 任家萱 （Selina） | 周心蕾         | 蕾蕾 周氏企業代言人 任潔好友 周夫人之女 周建隆繼女 喜歡梁正浩 楊承翰喜歡對象 周曉諾(沈孝柔)無血緣關係的姊妹 從小和梁正浩就是青梅竹馬，也喜歡梁正浩，雖然只是周建隆的繼女，但周建隆對她很好，在一次拍廣告，遇見了孝柔和任潔，因為三人的出生日子都一樣，所以成了好朋友，幫孝柔介紹工作，因為正浩喜歡任潔，所以對任潔反目，後來發現任潔不是曉諾，對任潔更生氣，之後聽孝柔的解釋後，原諒了任潔，最後幫正浩追回任潔，與任潔、孝柔成為好姐妹。 |
| 田馥甄 （Hebe）   | 沈孝柔／周曉諾 | 孝柔 真正的周曉諾 任潔的隨扈兼好友 陳凱前女友 蕭亞為的女友 周氏企業正牌董事長 周心蕾無血緣關係的姊妹 原先是個剛從警校畢業的菜鳥，因為與所長發生衝突，衝動下離職，後因蕾蕾的介紹，到周氏企業當保全，被任潔選當隨扈，也因為這樣，亞為對自己一見鐘情，一開始因為陳凱，所以拒絕了亞為，後因為陳凱的逝世感到很傷心，在這段日子被亞為的陪伴感動，所以和他交往，因為亞為媽媽不接受兩人在一起，所以兩人決定開一間咖啡廳一起經營，後兩人的行為，感動了亞為媽媽，亞為媽媽同意兩人交往，被亞為求婚，答應最後結婚，被福伯發現是周曉諾，後回到周氏企業將劉世強趕出公司。與蕾蕾、任潔成為最要好的姐妹 |
| 陳嘉樺 （Ella）   | 任 潔          | 任穎志之姊 為籌醫任穎志的腎病錢被劉世強利用冒充周曉諾成為周氏企業董事長 周心蕾之好友兼情敵，後反目，最後和好 梁正浩女友 原是個夜市擺攤的小販，在一次被孝柔抓到後，在回家路上與孝柔、蕾蕾一起拍廣告，發現三人的生日都一樣，後成為好朋友，被正浩看上成為假的周曉諾，原本不答應，但為了弟弟的醫藥費，成為周氏企業的董事長，選孝柔當自己的隨扈，之後因為正浩喜歡自己，但知道蕾蕾喜歡正浩，所以屢屢拒絕正浩，也因為這樣蕾蕾不喜歡自己，之後假曉諾的身分被揭穿、弟弟逝世，所以一個人躲了起來，被孝柔找到，但不和孝柔回去，最後在孝柔的婚禮現身，並答應正浩告白，與孝柔、蕾蕾成為好姐妹。      |
| 郭彥均            | 梁正浩         | 正浩 周氏企業副總 任潔男友 周心蕾喜歡對象 與蕾蕾是從小一起長大的青梅竹馬，對蕾蕾只有妹妹的情誼，為了幫爸爸復仇，所以進了周氏企業上班，聽劉世強找到任潔充當曉諾，在與任潔一起工作的日子裡，發現任潔獨特的一面，慢慢喜歡上任潔，但與任潔告白總被拒絕，後任潔被趕出公司，兩人也失去聯絡，一直很想找到任潔，但自己還是繼續為父親的復仇努力，最後福伯找到真正的曉諾（孝柔），與孝柔聯手將劉世強趕出公司，在孝柔的婚禮上與任潔告白，並成為任潔男朋友。 |
| 陳至愷            | 蕭亞為         | 亞為 理想大飯店小開 原本是個有錢小開，但對沈孝柔一見鐘情，開始追求她，對她、對奶奶，都很照顧，告白但總被孝柔拒絕，最後自己在孝柔最艱難的日子下陪伴她，讓孝柔很感動，與孝柔交往，但母親因為門當戶對不接受孝柔，所以兩人一起開了一間咖啡廳，最後兩人感動了母親，自己並向孝柔求婚，最後兩人結婚。 |

### 其他演員
| 演 員  | 角 色              | 關係／暱稱 |
| 狄志杰 | 陳 凱              | 私家偵探 沈孝柔前男友 原是個警察，與學妹孝柔是女朋友，因為不同意孝柔衝動離職，所以和孝柔發生衝突，後喝醉與餐廳小姐走在一起，被孝柔看到，被孝柔提分手，分手後很後悔，一直想和孝柔複合，最後為了救孝柔而身亡。                                                                             |
| 徐乃麟 | 周建隆             | 爸爸 周氏企業前董事長 周曉諾之父 周心蕾繼父 雖然只是蕾蕾的繼父，但是，很照顧蕾蕾，因為之前失去曉諾，後心臟病病逝。 |
| 徐貴櫻 | 周夫人             | 媽媽 周心蕾之母 劉世強的敵人，原是個貪心的人，不想找到周曉諾，當劉世強找到任潔充當曉諾時，就懷疑任潔不是真的曉諾，這時才想找到真的曉諾，後找到孝柔，聯手將劉世強趕出周氏企業。 |
| 余 晉  | 任穎志             | 小志 任潔之弟 從小心臟就不好，一直住在醫院，後來因心臟病逝世。 |
| 林 煒  | 劉世強             | 劉副董 周氏企業副董事長 為了得到周氏企業的財產，命令正浩找人冒充曉諾，因為周繼隆的遺囑是由親生女兒曉諾當董事長，後正浩找上任潔，最後將利益已無的任潔趕走，自己本已要拿走周氏企業的財產，沒想到福伯找到真正的曉諾（孝柔），之後被孝柔等人趕出周氏企業。年輕時與周繼隆一起害死正浩的爸爸。 |
| 沛莉   | 代替周心蕾為代言者 | 由於周心蕾因任潔身分及摩擦 而不想代言廣告 正浩找了新代言人，一直念不出英文 |
| 李明依 | 廣告導演           | 周心蕾代言的廣告的導演 |
| 張復建 | 所長               | 沈孝柔上司 |
| 郭建宏 | 梁爸爸             | 梁正浩之父 |
| 陳玉玫 | 蕭夫人             | 蕭亞為之母 |
| 張瓊姿 | 老闆娘             | 任潔在披薩店打工的老闆娘 |
| 王建隆 | 楊承翰             | 喜歡周心蕾 |

## 書籍
- 2005年 《真命天女摘星紀實》
- 2005年 《真命天女：夢想的雙翼》
- 2006年 《真命天女漫畫》

## 原聲帶
- 《真命天女電視原聲帶》（CD+DVD）於2005年9月28日推出。

CD曲目： 
1. 星光 / S.H.E / 作詞：陳信延 作曲：左安安 編曲：呂紹淳（片頭曲）
2. 再一次擁有 / 龔詩嘉 / 作詞：Devin 作曲：劉文仁 編曲：吳慶隆（片尾曲）
3. 我比想像中愛你 / JS （插曲）
4. 我給你幸福 / 動力火車 （插曲）
5. 只是當時 / Ella / 合聲：Selina、Hebe / 作詞：姚若龍 作曲：湯小康（插曲）
6. 摩天輪 / Hebe / 合聲：Selina、Ella /  作詞：小寒 作曲：左安安 編曲：洪敬堯（插曲）
7. 管不著 / Selina / 合聲：Hebe、Ella / 作詞：陶晶瑩 作曲：謝布暐 編曲：屠穎（插曲）
8. 星光 流光飛舞版（演奏曲）
9. 再一次擁有 激情擁抱版（演奏曲）
10. 星光 夜空燦爛版（演奏曲）
11. 再一次擁有 怦然心動版（演奏曲）
12. 只是當時 演奏版
13. 摩天輪 演奏版
14. 管不著 演奏版

Bonus DVD： 
1. 星光MV
2. 管不著MV
3. 摩天輪MV
4. 只是當時MV
5. 星光MV 拍攝花絮
6. 管不著MV 拍攝花絮
7. 摩天輪MV 拍攝花絮
8. 只是當時MV 拍攝花絮
9. 真命天女精采畫面搶鮮看

## 音樂錄影帶
| 歌名       | 執導   |
| ---------- | ------ |
| 星光       | 赖伟康 |
| 再一次拥有 | 黄中平 |
| 只是当时   | 張清峰 |
| 摩天轮     | 張清峰 |
| 管不着     | 張清峰 |

## 獲獎與提名

### 第41屆電視金鐘獎
| 年份   | 獲提名 | 獎項               | 結果 |
| ------ | ------ | ------------------ | ---- |
| 2006年 | 陳嘉樺 | 戲劇節目最佳女主角 | 提名 |

## 相關網站
- 官方网站－華視
- 華娛衛視《真命天女》官方網頁

## 作品的變遷
| 華視 每週日 21:30 - 23:00 10/16當天聯播兩集（20:00 - 23:00） | 華視 每週日 21:30 - 23:00 10/16當天聯播兩集（20:00 - 23:00） | 華視 每週日 21:30 - 23:00 10/16當天聯播兩集（20:00 - 23:00） |
| ------------------------------------------------------------ | ------------------------------------------------------------ | ------------------------------------------------------------ |
|                                                              | 真命天女 （2005.10.16 - 2006.01.08）                         |                                                              |
| 海豚愛上貓 （2005.07.03 - 2005.10.09）                       | 聖稜的星光（重播） （2006.01.15 - 2006.03.26）               |                                                              |